# Асбаб
Асба́б — невеликий піщаний острів в Червоному морі в архіпелазі Дахлак, належить Еритреї, адміністративно відноситься до району Дахлак регіону Семіен-Кей-Бахрі.

## Географія
Розташований на південний захід від острова Харміль. Має овальну форму довжиною 870 м та шириною 400 м. На відміну від інших островів архіпелагу, Асбаб звільнений від коралових рифів.